# Mecynodontoidea
De Mecynodontoidea zijn een superfamilie van uitgestorven tweekleppigen uit de superorde Imparidentia.

## Families
- † Beichuaniidae X.-Z. Liu & D.-Y. Gu, 1988
- † Congeriomorphidae Saul, 1976
- † Mecynodontidae Haffer, 1959
- † Plethocardiidae Scarlato & Starobogatov, 1979
- † Prosocoelidae Karczewski, 1992